# Wells Fargo Center (Portland)
Wells Fargo Center (centro) é maior que o US Bancorp Tower (direita)
Wells Fargo Center é um arranha-céu de 40 andares e 166.4 m (546 ft) de altura, localizado em Portland, Óregon. Há também um prédio de escritórios  de cinco andares com três níveis de estacionamento abaixo da superfície. A torre tornou-se o prédio mais alto do estado do Oregon quando foi concluída em 1972.

## História
Os dois edifícios foram desenhados por Charles Luckman and Associates. Originalmente chamado de First National Bank Tower, o edifício abriu em 17 de abril de 1972 e foi formalmente dedicado em 25 de maio de 1972. Naquele tempo, o banco ocupava os primeiros 21 andares da torre e todo o edifício conectado, de cinco andares, conhecido como Data Processing Building. O nome foi alterado para a First Interstate Tower em 1980-81, depois da Western Bancorporation, a mãe do First National Bank of Oregon, mudou seu nome para First Interstate Bancorp. O nome atual foi adotado depois que a Wells Fargo comprou First Interstate em 1996. Ao abrir em 1972, o  Wells Fargo enter minimizou todos os outros empreendimentos de arranha-céus existentes no centro de Portland. O protesto público sobre a escala da torre e o potencial de um novo desenvolvimento para bloquear as vistas do Monte Hood levaram a restrições de altura em todo o novo desenvolvimento.
As áreas públicas sofreram uma extensa renovação em 2001, incluindo a adição de mais espaço de varejo. As renovações foram concluídas em 2002, com um custo de US$ 35 milhões. Focada na área do lobby, o trabalho incluiu a adição de uma exibição no histórico do banco. O centro tinha sido sede da Willamette Industries até 2003, quando essa empresa foi comprada pela Weyerhaeuser.

## Detalhes
O Wells Fargo Center contém a sede regional do Wells Fargo Bank. A torre está localizada no centro de Portland, no bloco delimitado pelas avenidas do sudoeste e da Quinta entre o sudoeste da Columbia e Jefferson Streets. Um skyway conecta a torre ao Data Processing Building adjacente de cinco andares, que também faz parte do Wells Fargo Center. O prédio de 41 andares é o prédio mais alto de Oregon, e o terceiro maior prédio de escritórios com 53.636,5 m² (537.337 ft). O lobby do banco principal é o lar de uma autêntica diligência de 1870 do passado da Wells Fargo.
Detalhes arquitetônicos incluem o uso extensivo de mármore. Há um total de 5.600 m² (60.000 pés quadrados) de Mármore italiano branco, de 19 mm de espessura. O exterior do edifício tem colunas de vidro bronzeado em bronze, mármore branco italiano e alumínio anodizado que anda em toda a altura do edifício.